# Smurfparty 2
Smurfparty 2 är ett musikalbum som släpptes i Sverige den 15 juni 2009.

## Låtlista
1. Peka Rätt (Poker Face)
2. Uppfinnar-smurf (Baby Goodbye)
3. Smurfen Är Min Vän (Sweat (A La Lala La Long))
4. Smurfakrobater (Hope And Glory)
5. Blå Som En Smurf (I Kissed A Girl)
6. Smurf O'hoj (Stay the Night)
7. Långsam-smurfen (The Sign)
8. Jag Är En Astrosmurf (Jag Är En Astronaut)
9. En Smurfig Godbit (I Like To Move It)
10. Pappa Smurf - Du Är Bäst (Papa Smurf We Love You)
11. Smurfalfabetet (The Smurf Alphabet)
12. Smurftåget (Smurfing On Down)
13. Den Bästa Utav Världar (The World Is Full Of Wonder)